# ICC World Cricket League 2017–19
Die ICC World Cricket League 2017–19 war die vierte Saison der ICC World Cricket League (WCL). Sie besteht aus fünf weltweiten Divisionen und einigen regionalen Turnieren. Dabei spielen die Divisionen zeitlich gestaffelt und grob betrachtet von unten nach oben in einzelnen Turnieren, die im ODI-Format ausgetragen werden. Dabei werden jeweils zwei Aufsteiger ermittelt, die dann in der nächsthöheren Division beim nächsten Turnier antreten dürfen. 
Nach Abschluss ging die World Cricket League in die ICC Cricket World Cup League 2 und die ICC Cricket World Cup Challenge League auf, die als Qualifikation für den Cricket World Cup 2023 dienen.

## Teilnehmer
Teilnahmeberechtigt sind grundsätzlich die Associate- und Affiliate-Mitglieder des ICC. Die Qualifikation für die einzelnen Divisionen erfolgte in der vorigen Saison. Unterhalb der fünfte Division sind regionale Turniere angesiedelt.

## Turniere
| Turnier           | Gastgeber | Aufsteiger         | Absteiger                      |
| ----------------- | --------- | ------------------ | ------------------------------ |
| Division 5 (2017) | Südafrika | Jersey             | Italien, Deutschland, Guernsey |
| Division 5 (2017) | Südafrika | Vanuatu            | Ghana, Cayman Islands          |
| Division 4 (2018) | Malaysia  | Uganda             | Vanuatu                        |
| Division 4 (2018) | Malaysia  | Dänemark           | Bermuda                        |
| Division 3 (2018) | Oman      | Oman               | Singapur, Kenia                |
| Division 3 (2018) | Oman      | Vereinigte Staaten | Dänemark, Uganda               |
| Division 2 (2019) | Namibia   | Namibia            | Kanada                         |
| Division 2 (2019) | Namibia   | Oman               | Hongkong                       |